# Antoni Vich i Cladera
Antoni Vich i Cladera (Sencelles, 1887 – Palma, 1980) va ser un músic i empresari teatral.
Va fer la seva formació musical amb Joan Torrandell, Bartomeu Vich i Bennàssar i Josep Segura i Cortés. Passà els anys 1912 a 1915 actuant de violinista a l'Argentina, on a més actuà en la Gran Compañía de Zarzuelas y Operetas. El 1925 tornà a Inca, d'on esdevingué empresari del Teatre d'Inca, posteriorment Teatre Principal. També fundà el "Tallers Gràfics Vich", impressors dels setmanaris Ciudad i Brisas.
Com a escriptor fou autor de Recuerdos de antaño, apareguts primer en el setmanari Ciudad i més endavant en forma de llibre.